# Patricia McCormick
Patricia Joan McCormick (ur. 12 maja 1930 w Seal Beach, zm. 7 marca 2023 w Santa Ana), amerykańska skoczkini do wody. Wielokrotna medalistka olimpijska.
Na dwóch olimpiadach zdominowała rywalizację w swojej dyscyplinie. W 1952 zdobyła złote medale w obu olimpijskich konkurencjach – skokach z wieży i platformy. Cztery lata później powtórzyła ten wyczyn. Podobnym osiągnięciem może się pochwalić jedynie, w rywalizacji mężczyzn, Greg Louganis. Zdobyła również cztery medale igrzysk panamerykańskich, podczas zmagań w 1951 i 1955 roku.
Medalistką olimpijską była także jej córka, Kelly.

## Starty olimpijskie
Helsinki 1952
- wieża, trampolina – złoto

Melbourne 1956
- wieża, trampolina – złoto